# Silentblok

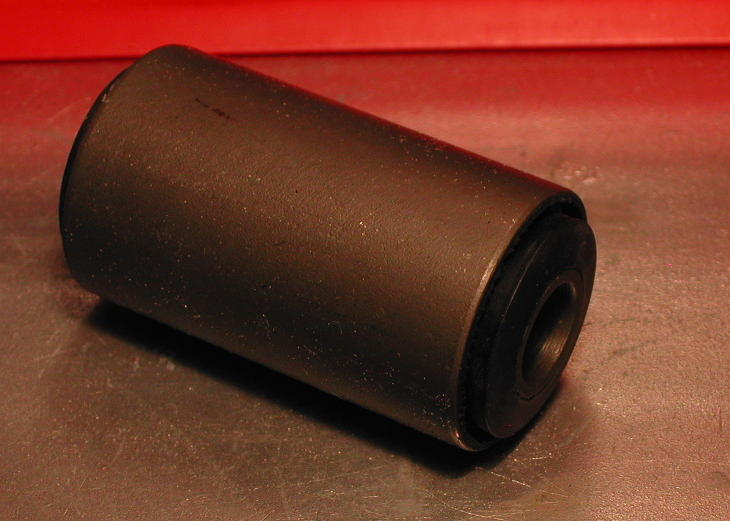
Silentblok Fiatu 500

Silentblok je součástka vyrobená z pružného materiálu, která slouží pro pružné uchycení pohyblivých částí. Silentbloky jsou vyrobeny z gumárenských termosetických směsí, které jsou přes spojovací nátěry navulkanizovány na kovové části silentbloků. 
Název silentblok vychází z angličtiny z vlastností silentbloku - silent (tichý - absorbuje nárazy, vibrace a eliminuje hluk) a block (část).
Silentbloky jsou často využívané v automobilovém průmyslu pro uchycení ramen náprav, motoru, stabilizátorů, převodovky. Používají se především k upevnění výfukového potrubí a v systémech odpružení vozidel a jiných technických zařízení, jako jsou elektromotory, vibrační dopravníkové systémy apod., kde pružná část silentbloku vyrobená z pryže odděluje kovové části a přitom umožňuje určitý pohyb. Tento pohyb umožňuje uchyceným částem pružně se pohybovat a tím absorbovat vibrace a rázy, například při jízdě přes nerovnosti. Silentblok tlumí a minimalizuje přenos hluku a malých vibrací do podvozku vozidla. V součinnosti s hlavními pružícími elementy jako jsou pružiny a tlumiče.
Dále se používají jako torzní pružiny s gumou vstřikovanou mezi dva soustředné válce. Slouží při stlačování nebo střihu, přičemž mají vyšší nosnost při stlačení než střihu.
Pro vyšší zatížení je vhodné používat cylindrické silentbloky. Vyduté silentbloky, které díky svému symetrickému vydutému tvaru v pryžové části jsou charakteristické vyšší elasticitou a tím i vyšším útlumem a dále pak dochází k přesunu koncentrace zátěže do středu silentbloku, tedy od spoje guma/kov, který je pak méně namáhaný, což se projeví v delší životnosti silentbloku. Tato varianta silentbloku se aplikuje u vibrační desek ve stavebnictví nebo vibračních dopravních systémech. 

Silentbloky při odpružení mohou být usazeny dvojím způsobem a to radiálně, či axiálně. Rozdíl mezi těmito způsoby je ve směru přenášeného zatížení. Radiálně orientovaný silentblok přenáší převážnou část zatížení ve směru kolmém na osu, kdežto u axiálního se hlavní silové složky pohybují ve směru osy rotace. 

Životnost silentbloku závisí na výrobci, tvaru a kvalitě použitého materiálu. Pokud je silentblok správně namontován, může se jeho životnost pohybovat mezi 50 000 a 120 000 km běžného používání. Silentbloky se zpravidla neopravují, ale je třeba je po opotřebení nahradit novým silentblokem.
Špatný stav silentbloku může být nebezpečný, jelikož může způsobovat nestabilitu vozidla a řízení vozidla je nepřesné.